# Rozerotte
Rozerotte település Franciaországban, Vosges megyében. Lakosainak száma 185 fő (2022. január 1.). Rozerotte Bazoilles-et-Ménil, Domèvre-sous-Montfort, Madecourt, Rancourt, Remoncourt és Valfroicourt községekkel határos.

## Népesség
A település népessége az elmúlt években az alábbi módon változott:
| Lakosok száma | 194  | 194  | 195  | 192  | 191  | 190  | 187  | 189  | 185  |
|               | 2013 | 2015 | 2016 | 2017 | 2018 | 2019 | 2020 | 2021 | 2022 |